# Aires protégées du Burkina Faso

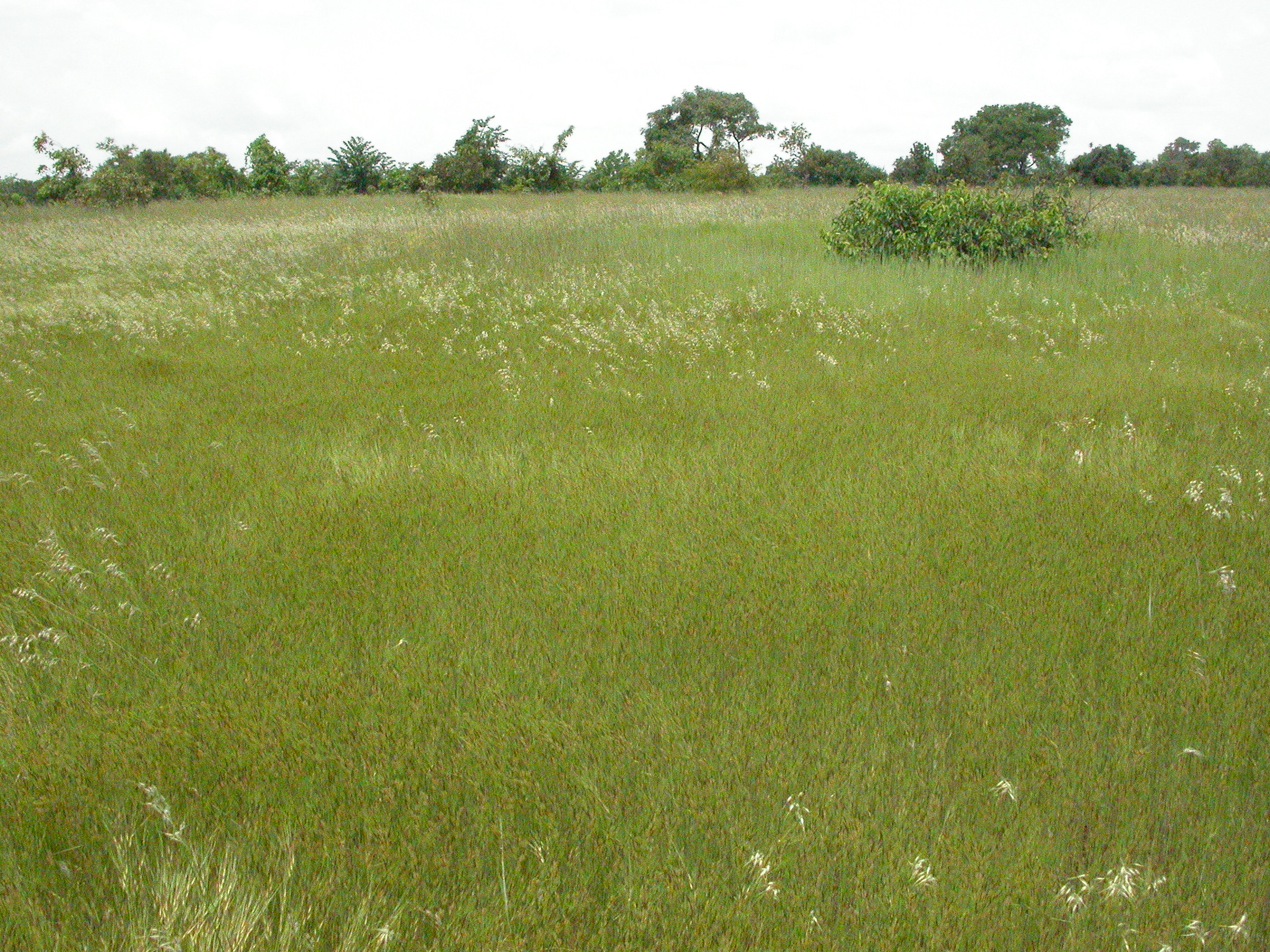
Bowal dans la forêt classée de Dindéresso

Les paysages naturels du Burkina Faso, depuis la zone semi-désertique du Sahel au nord jusqu'à la forêt guinéenne du sud du pays, en passant par les savanes soudano-guinéennes, sont protégés par un réseau d'aires protégées.
En 2008, l'état a mis en place un « office national des aires protégées » (OFINAP) qui gère le réseau national composé des parcs nationaux, des réserves totales et partielles, des forêts classées. Le Burkina Faso est signataire de la convention de Ramsar et participe au programme sur l'homme et la biosphère et au patrimoine mondial de l'UNESCO.
En 2019 le pays comptait 77 aires protégées, en particulier de nombreuses forêts sacrées, qui couvraient une superficie d'environ 3 900 000 ha selon le ministre chargé de l’environnement, de l’économie verte et du changement climatique, Nestor Batio Bassière, en conférence à Ouagadougou.

## Diversité des aires protégées nationales

### Parcs nationaux
| Nom                          | Photo | Province                          | Année de création | Surface   | Description | N°WDPA    |
| ---------------------------- | ----- | --------------------------------- | ----------------- | --------- | --- | --------- |
| Parc national Kaboré-Tambi   |       | Bazèga, Nahouri, Ziro, Zoundwéogo | 1976              | 2 427 km2 | Anciennement « parc national de Pô », renommé en 1981. | 1049      |
| Parc national du W du Niger  |       | Tapoa                             | 1954              | 3 500 km2 | Transfrontalier avec le Niger et le Bénin. | 1048      |
| Parc national des Deux Balés |       | Mouhoun                           | 1967              | 566 km2   | À l'origine, en 1937, c'était une forêt classée, L'État nouvellement indépendant de Haute-Volta l'a désigné Parc national en 1976. Il abrite une des plus importantes populations d'Éléphant de savane d'Afrique de l'Ouest. | 2344      |
| Parc national d'Arly         |       | Kompienga, Tapoa                  | 1954              | 930 km2   | Le parc national correspond au groupement de la réserve totale de faune d'Arly et de la réserve totale de faune de Modjoari mais il n'existe pas de déclaration officielle justifiant ce statut.                             | 4488 9265 |

### Réserves de faune

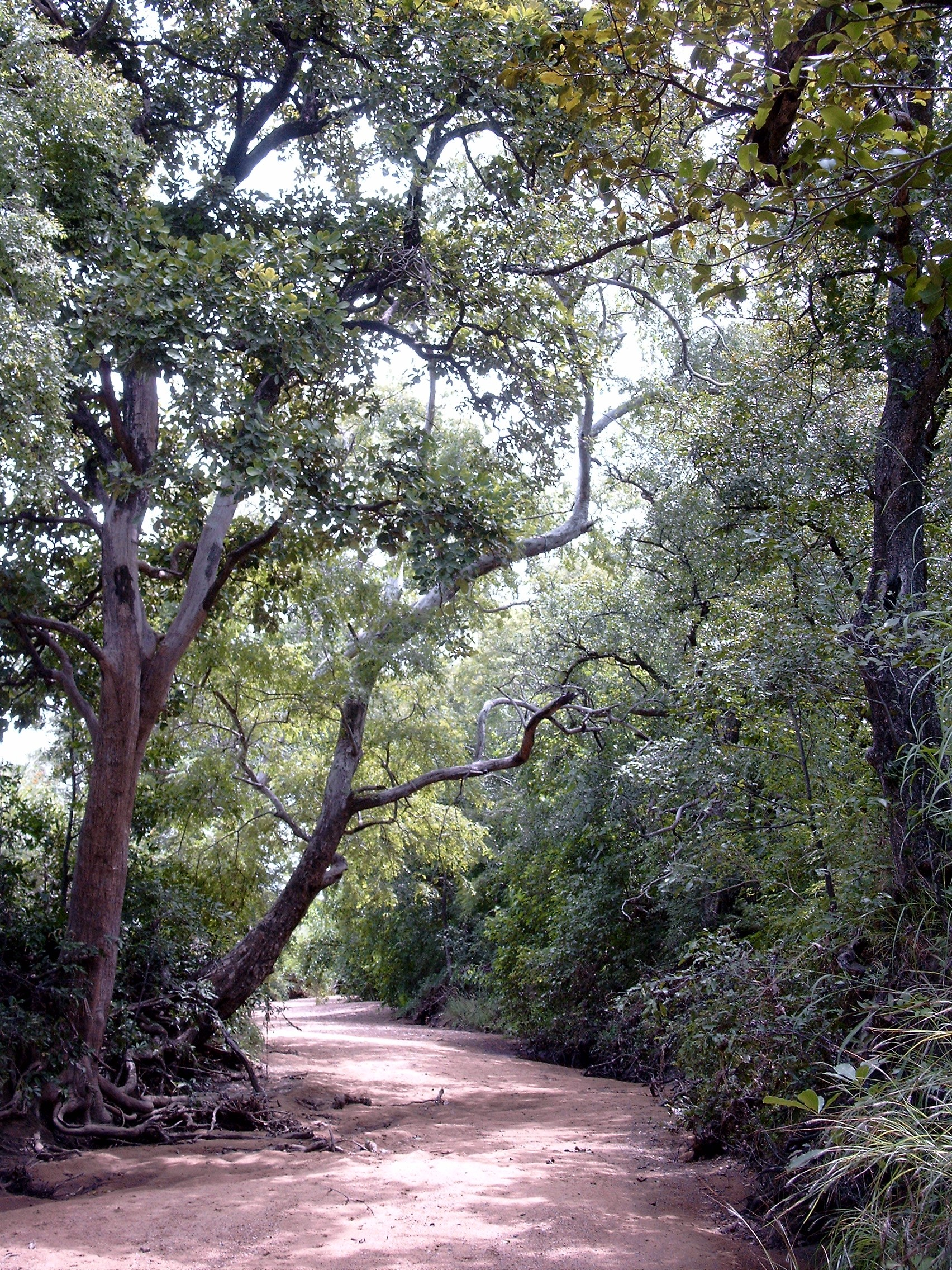
Réserve partielle de Pama : cours d'eau temporaire

Elles peuvent être regroupées en deux sous-catégories, les réserves partielles et totales. À l'exception de Madjaori, elles ont toutes été créées pendant la colonisation française. Les réserves de faune couvrent au total une superficie de 2 545 500 ha.
| Nom      | Localisation       | Date de création | surface (ha) |
| -------- | ------------------ | ---------------- | ------------ |
| Arly     | Tapoa              | 1954             | 76 000       |
| Madjoari | Tapoa              | 1970             | 17 000       |
| Singou   | Gourma             | 1955             | 192 000      |
| Bontioli | Ioba et Bougouriba | 1957             | 12 700       |

| Arli       | Gourma             | 1954 | 96 000  |
| Nabéré     | Bougouriba         | 1957 | 36 000  |
| Pama       | Gourma             | 1955 | 51 000  |
| Kourtiagou | Tapoa              | 1957 | 223 700 |
| Bontoli    | Ioba et Bougouriba | 1957 | 29 500  |

### Deux autres réserves
- Réserve de Nazinga

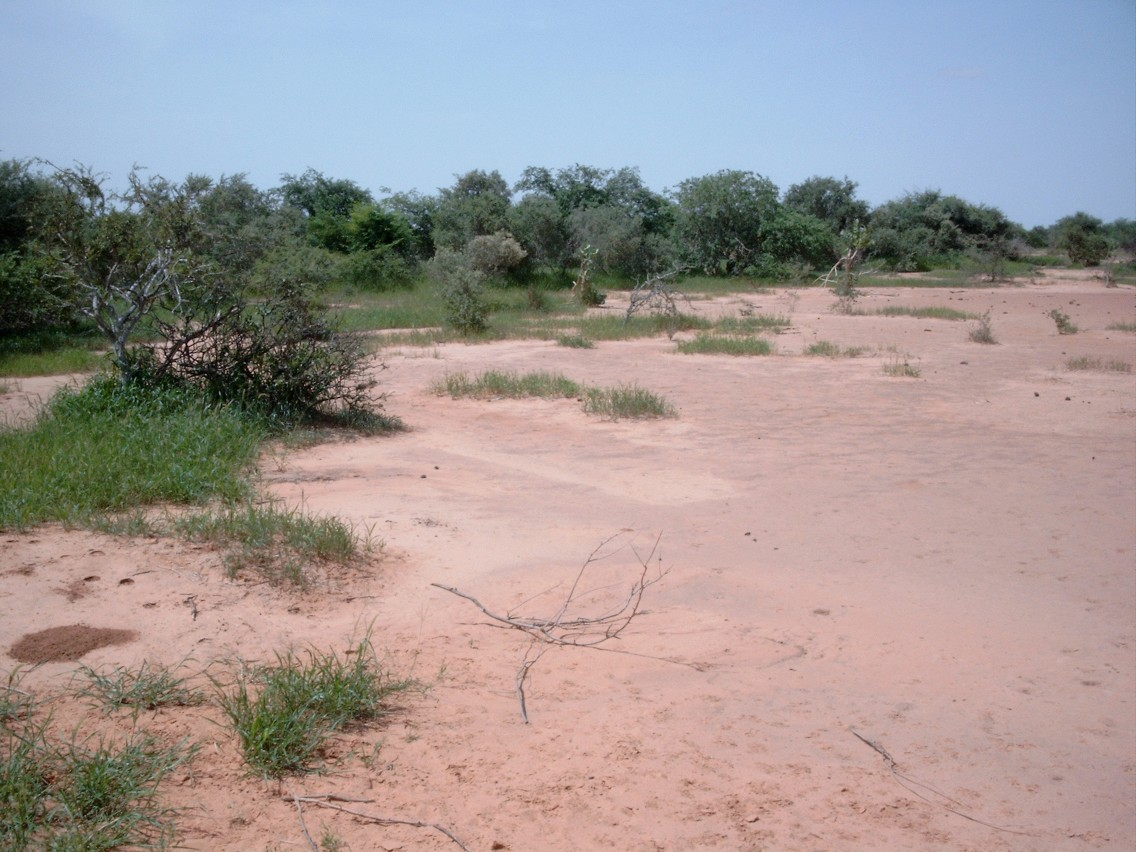
Réserve sylvo-pastorale et partielle de faune du Sahel : brousse tigrée

- Réserve sylvo-pastorale et partielle de faune du Sahel

### Forêts classées

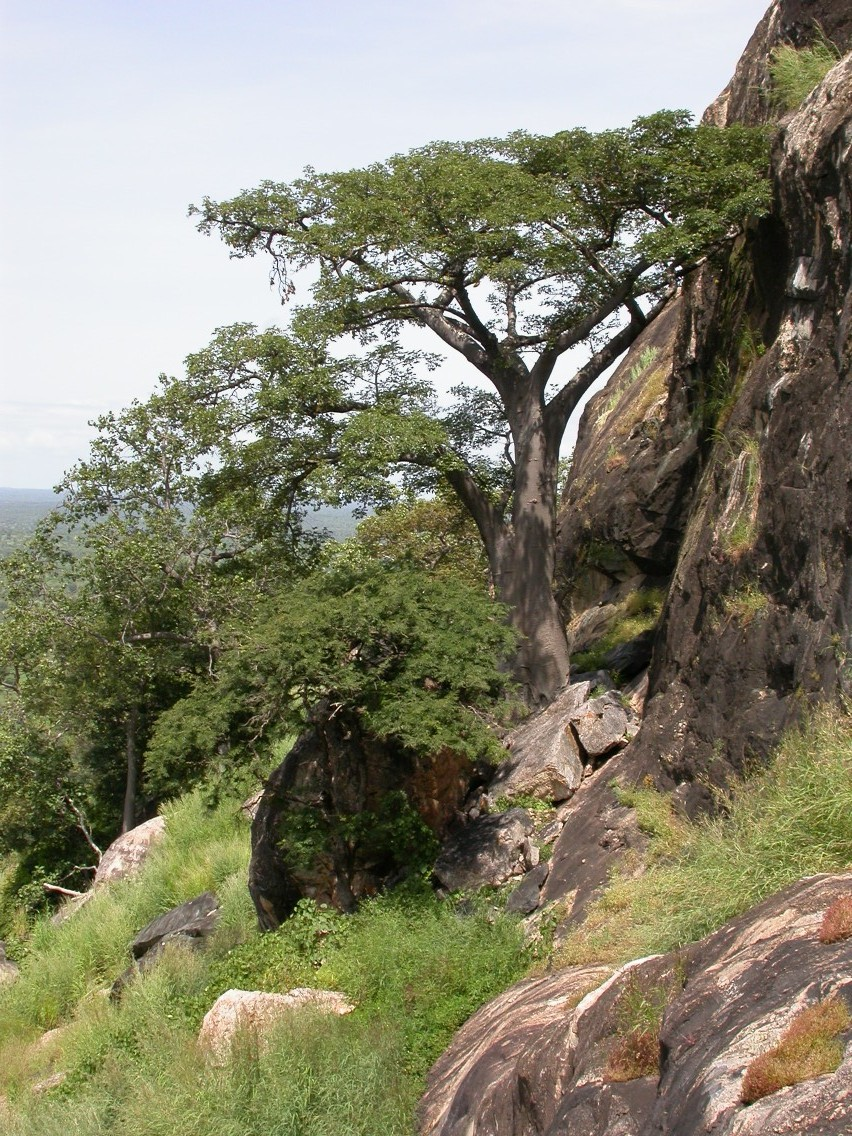
Forêt classée du Pic de Nahouri

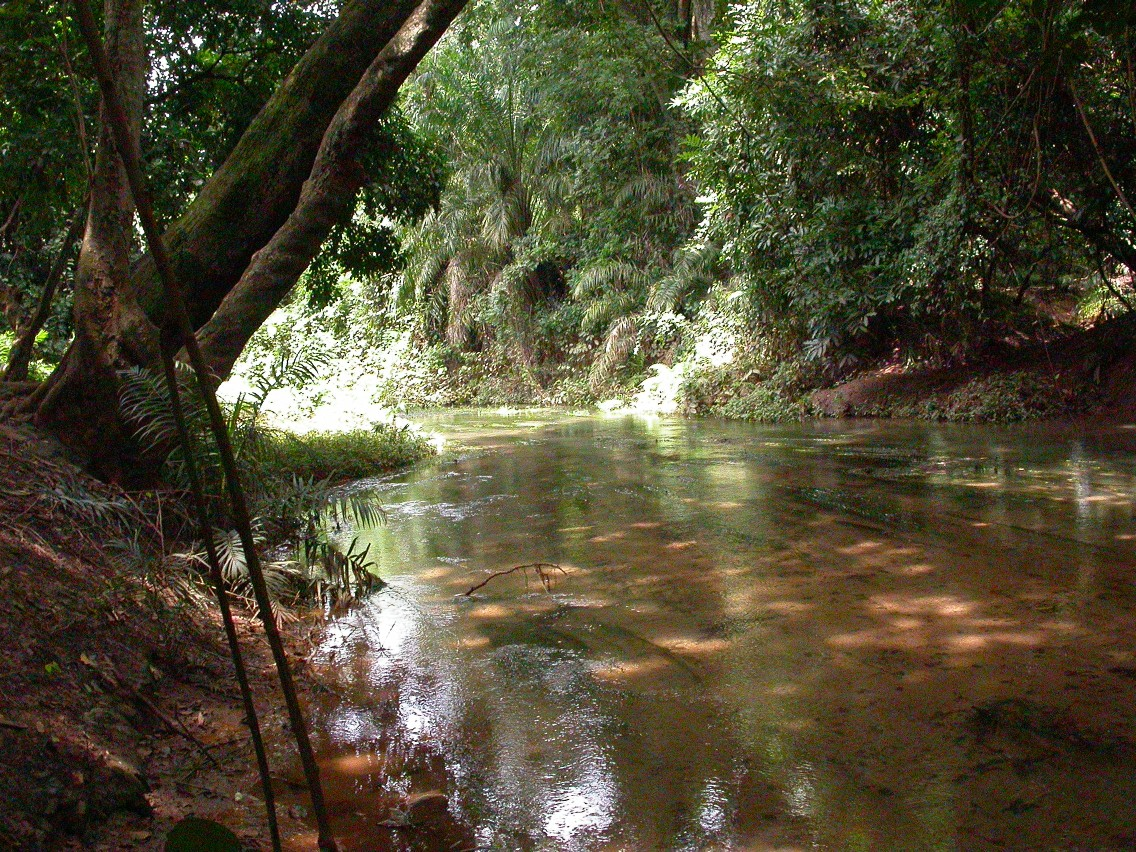
Forêt classée de la Kou

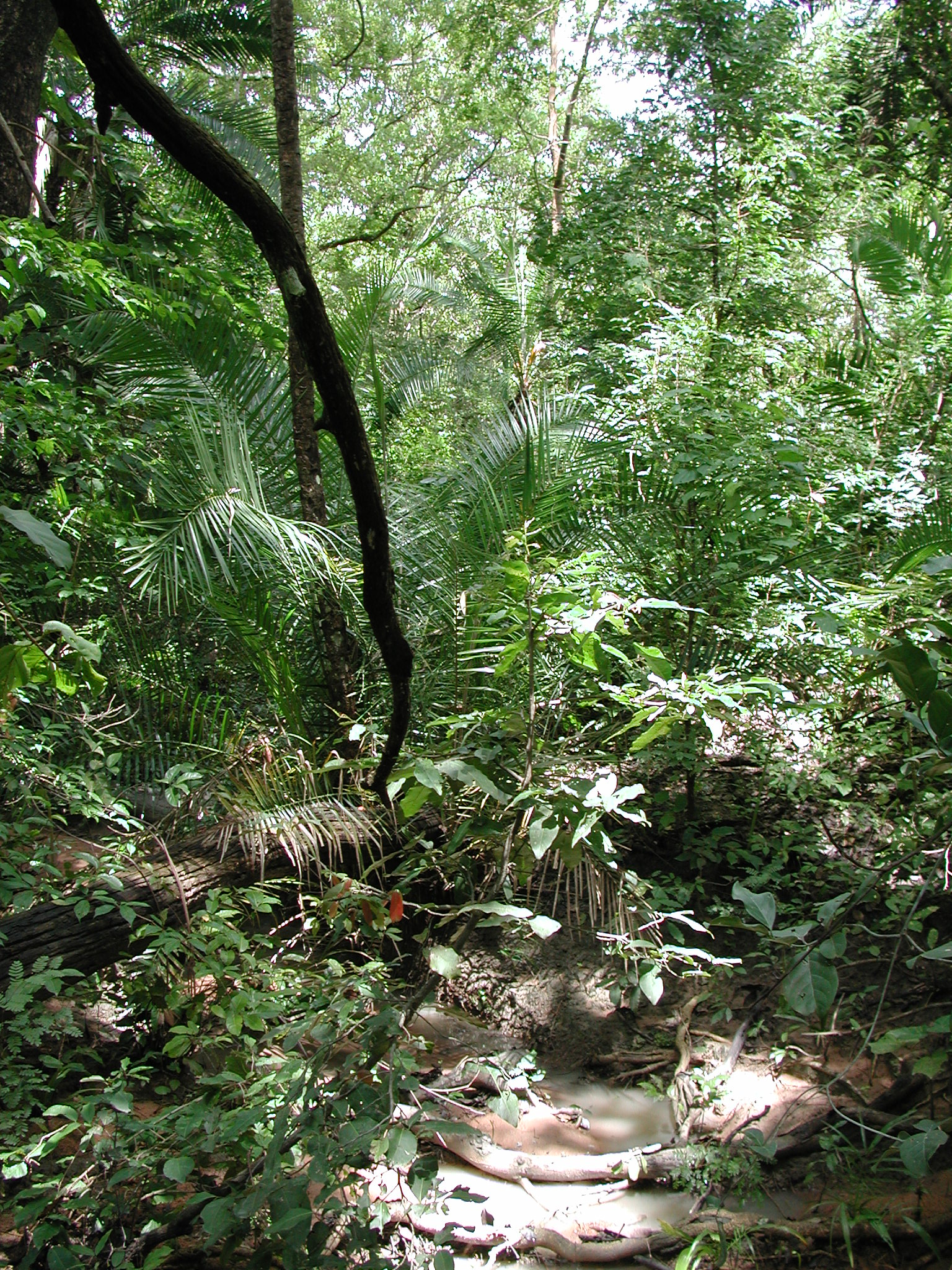
Forêt classée de Niangoloko

1. Forêt classée de Babolo (Province Comoé, 550 ha)
2. Forêt classée de Bahon (Province Houet, 1 600 ha)
3. Forêt classée de Bambou (Province Houet, 1 800 ha)
4. Forêt classée de Bansié (Province Houet, 300 ha)
5. Forêt classée du Barrage de Ouagadougou (Province Kadiogo, 260 ha)
6. Forêt classée de Bérégadougou (Province Comoé, 5 000 ha)
7. Forêt classée de Bissiga (Province Oubritenga, 4 100 ha)
8. Forêt classée de Bonou (Province Mouhoun, 1 700 ha)
9. Forêt classée de Bontioli (Provinces Bougouriba et Ioba, 29 500 ha)
10. Forêt classée de Bougouriba (Province Bougouriba, 8 500 ha)
11. Forêt classée de Boulon (Province Comoé, 12 000 ha)
12. Forêt classée de Bounouna (Province Comoé, 1 300 ha)
13. Forêt classée de Dan (Province Houet, 4 300 ha)
14. Forêt classée de Dem (Province Sanmatenga, 350 ha)
15. Forêt classée des deux Balés (Province Mouhoun, 115 000 ha)
16. Forêt classée de Dibon (Province Bougouriba, 20 000 ha)
17. Forêt classée de Dida (Province Comoé, 75 000 ha)
18. Forêt classée de Diéfoula (Province Comoé, 85 000 ha)
19. Forêt classée de Dindéresso (Province Houet, 8 500 ha)
20. Forêt classée de Gonsé (Province Oubritenga, 6 000 ha)
21. Forêt classée de Gouandougou (Province Comoé, 9 500 ha)
22. Forêt classée de Kaflandé (Province Comoé, 30 000 ha)
23. Forêt classée de Kalio (Province Sanguié, 12 000 ha)
24. Forêt classée de Kapo (Province Houet, 9 900 ha)
25. Forêt classée de Kari (Province Mouhoun, 13 000 ha)
26. Forêt classée de Koa (Province Houet, 350 ha)
27. Forêt classée de Kongoko (Province Comoé, 27 000 ha)
28. Forêt classée de la Kou (Province Houet, 117 ha)
29. Forêt classée de Koulbi (Province Poni, 40 000 ha)
30. Forêt classée de Koulima (Province Houet, 2 150 ha)
31. Forêt classée de Logoniégué (Province Comoé, 29 000 ha)
32. Forêt classée du Mare aux Hippopotames (Province Houet, 19 200 ha)
33. Forêt classée de Maro (Province Houet, 50 000 ha)
34. Forêt classée de Mou (Province Houet, 34 000 ha)
35. Forêt classée de Nabéré (Province Bougouriba, 36 500 ha)
36. Forêt classée de Nakambé (Province Oubritenga, 98 000 ha)
37. Forêt classée de Nasébou (Province Mouhoun, 14 000 ha)
38. Forêt classée de Nazinga (Province Nahouri, 38 300 ha)
39. Forêt classée de Niangoloko (Province Comoé, 6 654 ha)
40. Forêt classée de Niouma (Province Passoré, 735 ha)
41. Forêt classée de Ouilingoré (Province Boulgou, 6 850 ha)
42. Forêt classée de Ouoro (Province Mouhoun, 14 000 ha)
43. Forêt classée de Pâ (Province Mouhoun, 15 625 ha)
44. Forêt classée de Péni (Province Houet, 1 200 ha)
45. Forêt classée du Pic de Nahouri (Province Nahouri, 836 ha)
46. Forêt classée de Sâ (Province Mouhoun, 5 400 ha)
47. Forêt classée de la Sissili (Province Sissili, 32 700 ha)
48. Forêt classée de Sitenga (Province Kouritenga, 840 ha)
49. Forêt classée de Sorobouty (Province Mouhoun, 5 800 ha)
50. Forêt classée de la Source du Mouhoun (Province Comoé, 100 ha)
51. Forêt classée de Sourou (Province Sourou, 14 000 ha)
52. Forêt classée de Téré (Province Houet, 10 700 ha)
53. Forêt classée de Tissé (Province Mouhoun, 21 500 ha)
54. Forêt classée de Toroba (Province Mouhoun, 2 700 ha)
55. Forêt classée de Tougouri (Province Namentenga, 40 ha)
56. Forêt classée de Toumousséni (Province Comoé, 2 500 ha)
57. Forêt classée de Tuy (Province Mouhoun, 50 000 ha)
58. Forêt classée de Twessé (Province Passoré, 490 ha)
59. Forêt classée de Wayen (Province Ganzourgou, 12 000 ha)
60. Forêt classée de Yabo (Province Sanmatenga, 1 000 ha)
61. Forêt classée de Yakala (Province Boulgou, 1 600 ha)
62. Forêt classée de Yendéré (Province Comoé, 700 ha)
63. Forêt classée de Ziga (Province Oubritenga, 9 000 ha)

## Conventions internationales

### Réserves de biosphère
Le Burkina Faso possède trois réserves de biosphère :
1. Mare aux Hippopotames, 1986 ;
2. Région du W, 2002, transfrontière avec le Bénin et le Niger ;
3. Arly, 2018.

### Le complexe WAP

Situation des différentes zones du complexe WAP

Le complexe W-Arly-Pendjari est formé du parc national du W du Niger (situé à cheval sur trois états), de la Réserve totale de faune d'Arly au Burkina Faso et du parc national de la Pendjari au Bénin. Ce site est classé au patrimoine mondial de l'UNESCO, c'est le seul de la liste nationale, classé sur des critères naturels. Le complexe a également été inscrit à la convention de Ramsar.

### Sites Ramsar
La convention de Ramsar est entrée en vigueur au Burkina Faso le 27 octobre 1990.
En janvier 2020, le pays compte 24 sites Ramsar, couvrant une superficie de 18 722,79 km2.

### Zones importantes pour la conservation de oiseaux
Avec 452 espèces d'oiseaux dont 15 menacées, le Burkina-Faso possède 10 zones importantes pour la conservation de oiseaux.

## Biodiversité
Les aires protégées du Burkina Faso abriteraient 128 espèces de mammifères, 520 d’oiseaux et 60 de reptiles.
En 2012, une étude a porté sur trois espèces vulnérables d'arbres dans la zone soudanienne à l'ouest du Burkina Faso : Diospyros mespiliformis montrait une bonne régénération dans toutes les zones étudiées, Prosopis africana montrait une bonne régénération uniquement dans les aires protégées tandis que la situation de Sterculia setigera était mauvaise indifféremment, dans les aires protégées et les zones non protégées.
Inversement, dans l'est du pays, les forêts d'Acacia  se régénèrent bien dans les aires protégées et plutôt mal dans les zones soumises à une intense pression de pâturage et de brûlis. Exception faite pour les espèces du sous-genre Aculeiferum (Acacia dudgeoni, A. polyacantha et A. gourmaensis). Le sous-genre Acacia est particulièrement affecté par le broutage de ses graines.
Dans le sud-est du Burkina Faso les savanes sont soumises à une forte pression anthropique, elles sont, ainsi que l'ancien paysage agroforestier, transformées en cultures. Les savanes persistent aujourd'hui (2016) principalement dans les aires protégées. La richesse en herbacés (graminées, laîches et dicotylédones)  y est significativement plus élevée que dans les zones agricoles, par contre il n'y a pas de différence marquée, ni en richesse, ni en taille pour les espèces ligneuses.

## Liens
- site officiel du ministère de l'Environnement, de l'Economie verte et du Changement climatique
- CBD Country Study